# Jorge Gajardo
Jorge Alfredo Gajardo García (Santiago, 23 de noviembre de 1936) es un actor y político chileno, conocido por su papel de Guillermo Venegas de la serie cómica Los Venegas entre 1989 y 2011. Fue alcalde de la comuna de La Florida entre 2008 y 2011.

## Estudios
Estudió en la carrera de Bachillerato con Mención en Letras en la Universidad de Chile, y posteriormente ingresó a la Escuela de Teatro de la misma universidad.
También se formó como profesor de enseñanza básica en la Escuela Normal Abelardo Núñez, ejerciendo dicha profesión en San José de Maipo entre 1973 y 1975.

## Carrera artística
Fue parte de la Compañía de Teatro de la Universidad de Concepción en la década de 1960, donde participó como actor y director en decenas de obras. Además fue actor de radioteatro en la Radio de la universidad.
En 1970 fue creador del Nuevo Teatro Popular de la Universidad Técnica del Estado. En 1979 fundó la Compañía de Teatro Pedro de la Barra, donde montó obras propias como Algo horrible y bello, Matilde, Peligro, hombres trabajando y A la vuelta de la rueda. Es coautor de la obra Lindo país esquina con vista al mar. Posteriormente fundó la Academia de Teatro ADIN.
Paralelamente a su carrera en teatro, ha sido actor en cine y televisión.

## Carrera política
Fue parte del Concejo Municipal de La Florida por el Partido Socialista. En 2008 fue elegido alcalde por la misma comuna, ganando con un 52,2% de votos, contra los 47,7% de su contrincante Gustavo Hasbún. 
El 2 de marzo de 2011 pese a haber trabajado sólo dos años como alcalde, presentó su renuncia al Concejo Municipal de La Florida, argumentando problemas de salud. La decisión fue entregada en un documento por su esposa, Mónica Carrasco, quien agregó que el motivo de ésta era un problema cardíaco.

## Vida personal
Estuvo casado tres veces, su primera esposa fue Giovanna Andreucci, madre de la actriz Alejandra Herrera. Después del divorcio con Andreucci en 1975, se casó con la actriz Myriam Palacios, de esa unión tuvieron dos hijos. A pesar de terminar su relación a inicios de la década de 1980, la pareja nunca se divorció, hasta la muerte de Palacios en 2013. En sus últimos años, aquejada de la enfermedad de Alzheimer, Palacios estaba en una casa de reposo, donde «se levantaba de la silla y le pegaba al televisor» cada vez que Gajardo aparecía en pantalla.
En 1981 inició una relación con la actriz Mónica Carrasco, con quien tiene dos hijos. La pareja contrajo matrimonio en 2015, tras la disolución de su segundo matrimonio. Gajardo y Carrasco fueron también matrimonio en la ficción, ya que representaron a Guillermo Venegas y Silvia Maturana en Los Venegas.

## Filmografía

### Cine
| Cine | Cine                     | Cine         | Cine |
| Año  | Película                 | Rol          |      |
| ---- | ------------------------ | ------------ | ---- |
| 1983 | Rogelio Segundo          |              |      |
| 1986 | Hechos consumados        |              |      |
| 1988 | A sangre y fuego         |              |      |
| 1988 | Consuelo                 | El padre     |      |
| 1989 | Los Hijos del criminal   |              |      |
| 1990 | El país de Octubre       |              |      |
| 1990 | Caluga o menta           | Jefe taller  |      |
| 1991 | Operación narcóticos     | Motociclista |      |
| 1992 | La Dama y el judicial    |              |      |
| 1992 | El Fiscal de hierro 3    |              |      |
| 1993 | Correteado por la muerte | Narco #3     |      |
| 1994 | El jinete de acero       | Soto         |      |
| 2000 | Bandolero                |              |      |
| 2002 | Te llamabas Rosicler     | Mario        |      |
| 2004 | Cachimba                 | Mozo         |      |
| 2007 | Fiestapatria             | Pablo        |      |
| 2016 | Como Bombo en fiesta     |              |      |
| 2023 | Análogos                 |              |      |

### Telenovelas
| Teleseries | Teleseries               | Teleseries         | Teleseries |
| Año        | Teleserie                | Rol                | Canal      |
| ---------- | ------------------------ | ------------------ | ---------- |
| 1976       | Sol tardío               | Ángel              | TVN        |
| 1981       | Villa Los Aromos         | Carmelo Mandujano  | TVN        |
| 1982       | La señora                | Tito               | Canal 13   |
| 1982       | Bienvenido Hermano Andes | Óscar              | Canal 13   |
| 1982       | Celos                    | Javier             | Canal 13   |
| 2015       | Esa no soy yo            | Benjamín Cifuentes | TVN        |

### Series y unitarios
| Series y Unitarios   | Series y Unitarios     | Series y Unitarios | Series y Unitarios |
| Año                  | Serie                  | Rol                | Canal              |
| -------------------- | ---------------------- | ------------------ | ------------------ |
| 1978-1981, 1983-1989 | Jappening con ja       | Varios personajes  | TVN                |
| 1982-1984            | Los Valverde           |                    | C13                |
| 1989-2011            | Los Venegas            | Guillermo Venegas  | TVN                |
| 2003                 | Cuentos de mujeres     | Padre de Baby      | TVN                |
| 2004                 | Loco por ti            | Guardia            | TVN                |
| 2004                 | La vida es una lotería | Lucho              | TVN                |
| 2006                 | La Nany                | Mayordomo          | Mega               |
| 2006                 | Casado con hijos       | Señor Won          | Mega               |
| 2012                 | Morande con Compañía   | Varios personajes  | Mega               |

## Historial electoral

### Elecciones municipales de 2004
- Elecciones municipales de 2004, para el concejo municipal de La Florida [6]

(Se consideran solo los 12 candidatos más votados y concejales electos, de un total de 30 candidatos)
| Candidato                | Pacto                           | Partido | Votos  | %     | Resultado |
| ------------------------ | ------------------------------- | ------- | ------ | ----- | --------- |
| Jorge Gajardo García     | Concertación por la Democracia  | PS      | 22 962 | 17,90 | Concejal  |
| Cecilia Pérez Jara       | Alianza                         | RN      | 15 919 | 12,41 | Concejala |
| Rodolfo Carter Fernández | Alianza                         | UDI     | 14 537 | 11,33 | Concejal  |
| Alejandra Krauss Valle   | Concertación por la Democracia  | PDC     | 14 023 | 10,93 | Concejala |
| Caupolicán Peña Reyes    | Concertación por la Democracia  | PPD     | 10 291 | 8,02  | Concejal  |
| Marcelo Zunino Poblete   | Alianza                         | UDI     | 5377   | 4,19  | Concejal  |
| Marco Espinoza Cartagena | Concertación por la Democracia  | PDC     | 5348   | 4,17  | Concejal  |
| Nicanor Herrera Quiroga  | Concertación por la Democracia  | PS      | 5161   | 4,02  | Concejal  |
| Inés Gallardo Fuentes    | Concertación por la Democracia  | PPD     | 3952   | 3,08  | Concejala |
| Antonio Vásquez Droguett | Independientes (Fuera De Pacto) | Ind.    | 3430   | 2,67  |           |
| Sonia Krinfokai Wiehoff  | Alianza                         | UDI     | 2494   | 1,94  |           |
| Lina Ríos Briceño        | Alianza                         | RN      | 2453   | 1,91  | Concejala |

### Elecciones municipales de 2008
- Elecciones municipales de 2008, para la alcaldía de La Florida [7]

| Candidato             | Pacto                    | Partido | Votos  | %     | Resultado |
| --------------------- | ------------------------ | ------- | ------ | ----- | --------- |
| Jorge Gajardo García  | Concertación Democrática | PS      | 65 773 | 52,82 | Alcalde   |
| Gustavo Hasbún Selume | Alianza                  | UDI     | 58 734 | 47,17 |           |